# 1С
1С — російська компанія, що спеціалізується на дистрибуції, підтримці і розробці комп'ютерних програм і баз даних ділового та домашнього призначення.
Компанія була заснована в 1991 році в Росії. Станом 2023 рік діє як закрите акціонерне товариство (ЗАТ) «1С акціонерне товариство» зі штатом понад 1000 осіб. Засновником і директором є Нуралієв Борис Георгійович. 1С було спочатку назвою власної пошукової програми: не більше 1С (секунди) було потрібно для отримання необхідної інформації

## Діяльність

### Розробка
«1С» розробляє платформу для створення систем автоматизації підприємств. В різних країнах на основі цієї платформи розробляються прикладні рішення з урахуванням вимог місцевого законодавства і вимог окремих галузей промисловості.
Також «1С» розробляє продукти для домашніх комп'ютерів та освітньої сфери, такі як: серія навчальних програм «1С: Репетитор», серія «1С: Школа» на платформі «1С: Освіта», ігри.
В Україні права на платформу викуплені компанією ДП «Єврософтпром» і відповідно створено повністю  українську систему програм  «1С: Підприємство», а найпопулярнішим програмним продуктом з найбільшою кількістю продаж стала «1С: Бухгалтерія для України». 

### Дистрибуція
Фірма «1С» є офіційним дистриб'ютором ПЗ IBM Lotus, Intel, Microsoft, Novell, Symantec та інших зарубіжних фірм, а також є дистриб'ютором продукції російських компаній виробників ПЗ: PROMT, ABBYY, ІНЕКО, Лабораторія Касперського, ЕргоСОЛО, Альт Лінукс, Movavi і понад 100 інших.

### Злиття й поглинання
17 липня 2008 року було оголошено про те, що «1С» придбає 100 % відомого російського розробника комп'ютерних ігор — компанії «Бука». За даними газети «Ведомости», сума угоди склала близько $80-90 млн.

### Боротьба з піратством
Останнім часом компанія «1С» посилила боротьбу з комп'ютерним піратством. Зокрема, була заборонена роздача продуктів «1С» на російському бітторент-трекері torrents.ru. В Україні компанія боролася з таким відомим сайтом, як EX.UA, де також була заборонена роздача «1С».

### Ставлення до України
У 2014 році дочірня компанія «1С», «1С-СофтКлаб» відмовилася видавати гру Sherlock Holmes: Crimes & Punishments української студії Frogwares через те, що вона була присвячена Небесній сотні.

### Блокування
В травні 2017 року «1С» була включена до санкційного списку України щодо російських компаній.
15 квітня 2023 року, згідно з указом Президента Зеленського, було введено санкції проти російських компаній, зокрема й 1С та 1С-Галактика, терміном на 10 років.